# Le Livre de demain
« Le Livre de demain » est une collection de romans illustrés de gravures originales, publiée par la maison d'édition française Arthème Fayard entre 1923 et 1947.

## Histoire de la collection

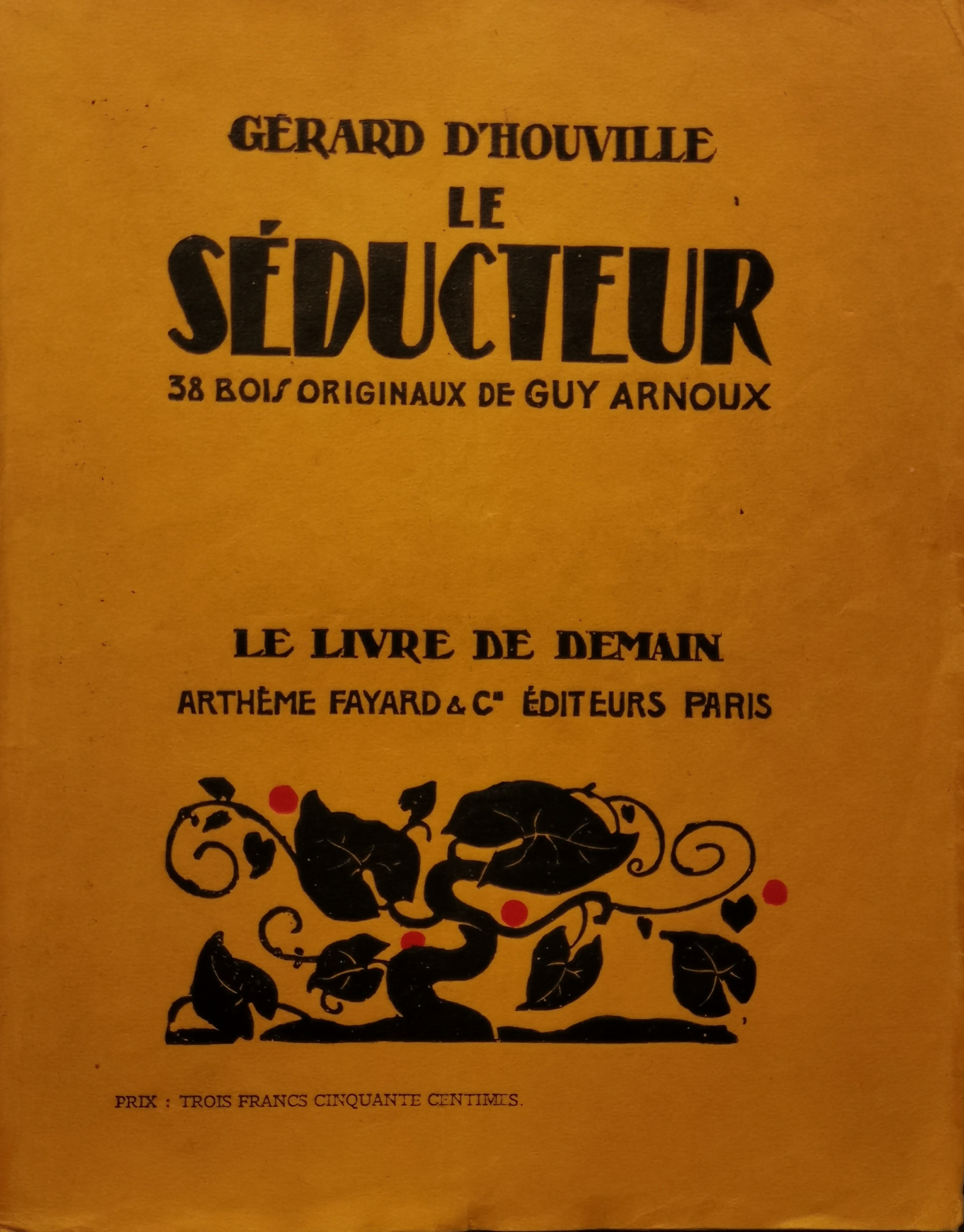
Couverture de Le Séducteur de Gérard d'Houville, 4e titre de la collection illustré par Guy Arnoux (1923).

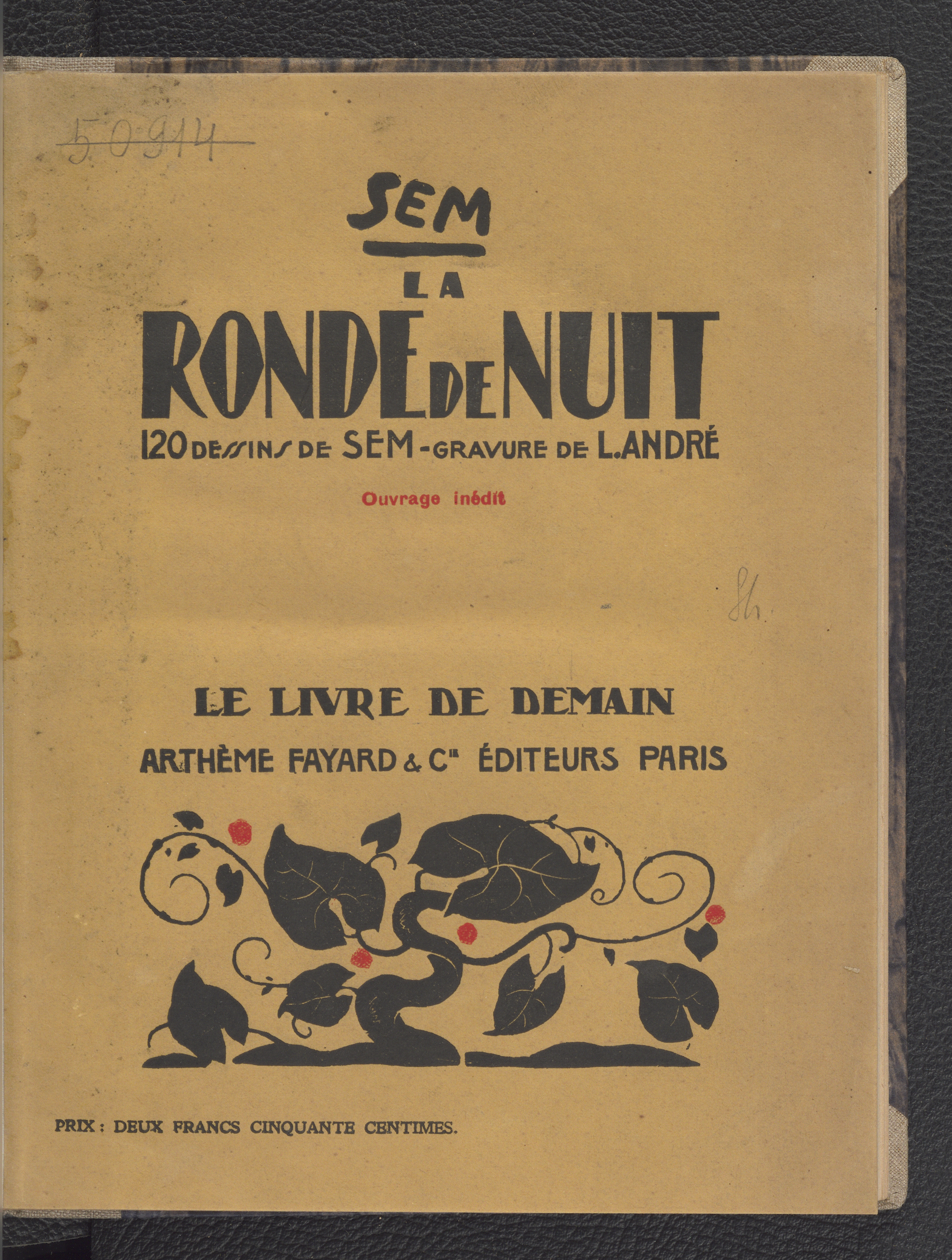
Couverture de La Ronde de nuit de Sem (1923).

Fayard, pour renouveler une ancienne collection créée en 1904, la « Modern-Bibliothèque », décide de lancer « Le Livre de demain » en 1923 avec pour ambition de démocratiser l’accès au « livre illustré par des artistes ». La même année, les éditions Ferenczi lancent de leur côté la collection « Le Livre moderne illustré » dans un format plus petit, et l'année suivante la maison À l'enseigne du pot cassé s'inscrit, elle, dans une ligne plus érudite, avec des textes classiques illustrés.
Présentés sous une couverture jaune orangé agrémentée d'une vignette fleurie, dans un format proche du in-4° (187 × 237 mm), les textes de la collection « Le Livre de demain » sont essentiellement des romans d'auteurs français contemporains issus en partie du fonds Fayard. Les prix de vente se situaient entre 2,50 et 5 francs, ce qui les ramenait au prix de vente d'avant 1914 dans la catégorie du roman populaire illustré. Le succès fut au rendez-vous, le tirage moyen s'établissait à 5 000 exemplaires.
Le principal intérêt de cette collection, outre son prix, son format et ses auteurs, c'est qu'elle comprend pour chaque titre une série de « bois originaux », gravures (pleine page, vignettes) inédites conçues par un ou plusieurs artistes souvent renommés comme Paul Baudier, Gérard Cochet, André Deslignères, Tsugouharu Foujita, Charles-Jean Hallo, Jean Lébédeff, Constant Le Breton, Morin-Jean, Raymond Renefer, Auguste Roubille, Raymond Thiollière, Georges Tcherkessof. Exécutées sur bois, les gravures n’étaient pas imprimées directement à partir du bloc d’origine mais clichées par galvanotypie puis reportées sur une matrice typographique (procédé phototype). Certains titres furent d'ailleurs réimprimés de nombreuses fois.
Numérotés au dos en chiffres romains, on compte un peu plus de 250 titres au catalogue, dont certains exemplaires de luxe (beau papier, numérotés, signés) sont recherchés par les bibliophiles.
Cette collection a fait l'objet en France d'une exposition en 2004 et d'une monographie en 2011.
Une Nouvelle Série, publiée de 1950 à 1959 reprend une partie des mêmes titres, mais dans un format plus petit. 34 auteurs se répartissent 82 titres. Les ouvrages sont brochés ou reliés en simili cuir bleu ou rouge, et munis d'une jaquette.

## Exemples d'auteurs publiés
Le catalogue comprend 234 titres pour 96 auteurs, on relève notamment René Benjamin, Emmanuel Bove, Jean Cocteau, Colette, Jean Giono, Panaït Istrati ou encore Pierre Louÿs.

## Expositions
- Le Livre de demain, 24 années d’illustrations de l’entre-deux-guerres par la gravure sur bois, Bibliothèque municipale de Riedisheim, 16-30 octobre 2004.
- Le Livre de demain, un patrimoine Fontenaisien (1923-1947), Journées du Patrimoine 2023, Médiathèque de Fontenay-aux-Roses, Fontenay-aux-Roses.